# Mohamed Moselhy
Mohamed Moselhy (en arabe : محمد مصيلحي), né le 1er août 2001, est un nageur égyptien.

## Carrière
Mohamed Moselhy remporte aux Championnats d'Afrique de natation 2021 à Accra la médaille d'or sur 3 km en eau libre et la médaille d'argent sur 800 et 1 500 mètres nage libre.